# Bellator 103
Bellator CIII é um evento de artes marciais mistas promovido pelo Bellator MMA, é esperado para ocorrer em 11 de outubro de 2013 no Kansas Star Arena em Mulvane, Kansas. O evento será transmitido ao vivo na Spike TV.

## Background
O evento contará com as Semifinais do Torneio de Penas da 9ª Temporada.

## Ligações Externas
http://www.sherdog.com/events/Bellator-MMA-Bellator-103-31729